# Ferenc Seres
Ferenc Seres (ur. 3 listopada 1945 w Tiszakécske) – węgierski zapaśnik w stylu klasycznym.
Na Igrzyskach Olimpijskich w Moskwie w 1980 zdobył brązowy medal w wadze papierowej (do 48 kg). Do jego osiągnięć należy także brązowy medal mistrzostw świata (Teheran 1973). Ma w swoim dorobku również dwa brązowe medale mistrzostw Europy (1975), (1976). Trzeci w Pucharze Świata w 1982 roku.